# Pierre Bonnet (cyclisme)
Pour les articles homonymes, voir Pierre Bonnet (homonymie) et Bonnet.
Pierre Bonnet est un coureur cycliste français, né le 21 mars 1990 à Aurillac (Cantal).

## Biographie
Pierre Bonnet effectue sa scolarité à Aurillac. Il est inscrit en primaire à l'externat de l'enfant Jésus, où il se distingue lors des épreuves de cross à pieds organisées par l'établissement. Il poursuit sa scolarité au Lycée Agricole Georges Pompidou, également à Aurillac, où il intègre la section sportive "Cyclisme" crée en 2007 et obtient son baccalauréat STAV. 
En 2006, il s'impose à dix-sept reprises dans les rangs cadets (moins de 17 ans). Il termine également deuxième du championnat d'Auvergne derrière Romain Bardet, qui est alors l'un de ses principaux rivaux en Auvergne. Deux ans plus tard, il se classe du championnat de France sur route juniors (moins de 19 ans).

## Palmarès
- 2008
  - 2e du championnat de France sur route juniors
- 2010
  - Souvenir René-Jamon
  - Tour du Chablais
  - Transversale des As de l'Ain
- 2011
  - 2e étape de la Ronde nancéienne
  - 3e étape du Tour Nivernais Morvan
- 2012
  - Grand Prix du Pays de Montbéliard
  - 2e des Quatre jours des As-en-Provence
  - 2e du Grand Prix de Blangy-sur-Bresle
- 2013
  - Route de l'Atlantique
  - 2e du Critérium du Printemps
  - 2e du Grand Prix de Saint-Symphorien-sur-Coise
- 2014
  - Grand Prix de Sentheim
  - La Lily Bergaud
  - 2e de Troyes-Dijon
  - 3e d'Annemasse-Bellegarde et retour
  - 3e du Tour du Jura
- 2015
  - Tour du Pays Saint-Pourcinois
  - Classement général du Tour du Jura
  - 1re étape du Tour de la Guadeloupe
  - 5e étape du Tour de La Réunion
  - Challenge Alain Néri (avec Pierre Almeida)
  - 2e des Quatre jours des As-en-Provence
  - 2e du Tour de La Réunion
  - 3e du Circuit des Boulevards
- 2016
  - Challenge du Boischaut-Marche
  - Grand Prix de la Trinité
  - Tour de la CABA :
    - Classement général
    - 1re et 2e (contre-la-montre par équipes) étapes

  - 2e étape du Tour du Chablais (contre-la-montre)
  - Souvenir Georges-Dumas
  - Grand Prix des Foires d'Orval
  - 2e du Tour Nivernais Morvan
  - 2e du Grand Prix d'Oradour-sur-Vayres
  - 2e du Grand Prix de Blangy-sur-Bresle
  - 2e du Circuit des deux ponts
  - 3e du Prix de La Charité-sur-Loire
  - 3e du Circuit des Boulevards
- 2017
  - Grand Prix de Mortagne-au-Perche
  - Nocturne de Cosne-sur-Loire
  - Tour de la Creuse
  - 7e étape du Tour de la Guadeloupe
  - 2e étape de La Jean-Patrick Dubuisson (contre-la-montre par équipes)
  - 3e du Grand Prix d'Issoire
- 2018
  - Trophée Roger-Walkowiak
  - 3e étape du Tour de la CABA
  - 1re et 3e étapes du Tour du Pays Roannais
  - Nocturne de Cosne-sur-Loire
  - Circuit des deux ponts
  - 2e du Grand Prix des Grattons
  - 3e du Circuit des communes de la vallée du Bédat
  - 3e du Tour du Pays Dunois
  - 3e des Quatre Jours des As-en-Provence
- 2019
  - Tour Cycliste des 4B Sud-Charente
  - Tour de la CABA :
    - Classement général
    - 2e étape (contre-la-montre par équipes)

  - Nocturne de Poitiers
  - Critérium national de Limoges
  - Nocturne d'Ambert
  - Grand Prix Danièle Masdupuy
  - Prix des Vendanges du Comité des Fêtes
  - Prix des vins nouveaux
  - 2e de la Classic Jean-Patrick Dubuisson
  - 3e du Grand Prix de Monpazier
  - 3e du Challenge du Boischaut-Marche

## Classements mondiaux
| Année            | 2014 | 2015 | 2016 | 2017 |
| ---------------- | ---- | ---- | ---- | ---- |
| UCI Europe Tour  | 824e |      |      |      |
| UCI America Tour |      |      |      | 322e |